# Pseudophloeosporella dioscoreae
Pseudophloeosporella dioscoreae är en svampart som först beskrevs av Miyabe & S. Ito, och fick sitt nu gällande namn av U. Braun 1993. Pseudophloeosporella dioscoreae ingår i släktet Pseudophloeosporella, divisionen sporsäcksvampar och riket svampar.   Inga underarter finns listade i Catalogue of Life.